# 永野愛
永野 愛（ながの あい、1974年8月13日  - ）は、日本の女性声優。埼玉県出身。ブックスロープ所属。

## 経歴
福岡県、岡山県、香川県、埼玉県で育ったという。
小学生の時、『タッチ』、『うる星やつら』、『めぞん一刻』などのアニメが流行していたが、その時は『タッチ』が好きで、1ヶ月のおこづかい500円をコツコツ貯めて、映画『タッチ』を見に行ったほどであった。その時に声優という仕事を知って「やってみたいなあ」と思い声優を目指した。
拓殖大学卒業。デビュー時はトリトリオフィス、オフィスCHK に所属し、その後、ウイットプロモーション、プロダクション東京ドラマハウスを経て、2005年にフリーとなる。2014年6月30日から2017年3月31日まで東京俳優生活協同組合に所属していた。同年4月からブックスロープ所属。
『キューティーハニーF』の如月ハニー役で声優デビューとなる。オーディションでは当初、秋夏子役で受けていたが、プロデューサーが「夏子よりハニーの方が合う」と思っていた様子で、「ハニーちゃんもやってみせてくれませんか?」と言われ、ハニー役に抜擢されたという。1973年版の『キューティーハニー』は再放送で見たことがあったが、小さい頃に見ていたことからハニーに関して「こういう女の子」、「こういう声だ」という印象はあまり残っていなかった。そのことが「逆にオーディションでは良かったのかもしれない」と思っているという。

## 人物
趣味はフラワーアレンジメント。特技は絵画。
大学時代はバドミントンサークルに所属していた。

## 出演
太字はメインキャラクター。

### テレビアニメ
1997年
- キューティーハニーF（如月ハニー）
- 金田一少年の事件簿（1997年 - 2014年、看護婦、女性、ウェートレス、白石美穂、吉長先生） - 2シリーズ
- スーパーフィッシング グランダー武蔵（みゆき 他）
- ハニ太郎です。（ラブリー 他）

1998年
- おじゃる丸（1998年 - 2011年、明子、タマキ）
- アニメ週刊DX!みいファぷー
  - こっちむいてみい子（小川ゆう子 他）
  - ふしぎ魔法ファンファンファーマシィー（シブ、のんすけ 他）
  - ヘリタコぷーちゃん（てるてるタコボーズ 他）

- 春庭家の3人目（キムチ、妖怪28号 他）
- ひみつのアッコちゃん（第3作）（シッポナ、森山先生）

1999年
- おジャ魔女どれみ（1999年 - 2003年、玉木麗香、玉木えりか、メアリー） - 4シリーズ
- 神風怪盗ジャンヌ（ツグミ）
- デジモンアドベンチャー（レディデビモン）
- Bビーダマン爆外伝V（しょうねんボン）

2001年
- デジモンアドベンチャー02（レディデビモン）
- デジモンテイマーズ（李小春、鳳麗花）
- ののちゃん（宮部くん）

2002年
- デジモンフロンティア（トゲモン先生、ネフェルティモン）

2003年
- 明日のナージャ（エヴァンズ先生、ピーター）
- 金色のガッシュベル!!（2003年 - 2006年、花屋店員、ヒロミ、ビッグボイン、ダリア、恵のマネージャー、チェリッシュ、ルン）

2004年
- ふたりはプリキュア（2004年 - 2006年、竹ノ内よし美、シークン） - 2シリーズ

2005年
- 甲虫王者ムシキング 森の民の伝説（花の声、寄生の森の民、ウスバカゲロウ）
- SoltyRei（リタ）

2006年
- エア・ギア（チャイナ服の女、カズの姉）
- デジモンセイバーズ（黒崎美樹）
- 働きマン（弘子の友人、マッサージ店の店長）

2007年
- Yes!プリキュア5（2007年 - 2009年、秋元こまち / キュアミント、秋元まどか） - 2シリーズ

2012年
- トリコ（2012年 - 2013年、メリア、プキン）

2014年
- ハピネスチャージプリキュア!（キュアミント）

2017年
- タイガーマスクW（ペイン・フォックス）

2022年
- もっと!まじめにふまじめ かいけつゾロリ（リス田くるみ）

2023年
- キボウノチカラ〜オトナプリキュア'23〜（秋元こまち、秋元まどか）

### 劇場アニメ
1997年
- キューティーハニーF（如月ハニー）

1999年
- デジモンアドベンチャー（子供）

2000年
- 映画 おジャ魔女どれみ♯（玉木麗香）

2001年
- 劇場版 デジモンテイマーズ（2001年 - 2002年、李小春、鳳麗花） - 2作品

2007年
- 映画 プリキュア シリーズ（2007年 - 2021年）

（秋元こまち / キュアミント） - 7作品
（秋元こまち / キュアミント / キュアミント〈レインボー〉） - 1作品
2011年
- 手塚治虫のブッダ -赤い砂漠よ!美しく-

2020年
- 魔女見習いをさがして（ソラの同級生）

### OVA
- 同窓会 Yesterday Once More（1997年、狩野真琴）
- おジャ魔女どれみナ・イ・ショ（2004年、玉木麗香、メアリー）
- Re:キューティーハニー（2004年、フラッシュ）
- switch（2008年、職員）

### ゲーム
1997年
- フォトジェニック（織原うみ）

1998年
- 海辺でリーチ!（志藤京香）
- ツインズストーリー きみにつたえたくて…（桐山鏡子）
- にじいろトゥインクル 〜ぐるぐる大作戦〜（マッキー）
- 初恋ばれんたいん SPECIAL（山県南美）
- フルハウス 〜女優物語〜（キャリオ）
- プロポーズ大作戦（桜沢なな）
- 星の丘学園物語 学園祭（雪柳なずな）

1999年
- いつか、重なりあう未来へ（ヴェール・ミハイロヴナ）
- Spiritual Soul（ユニ）
- トゥルーラブストーリー2（森下茜）
- BOYS BE… 2nd Season（鈴木紗英）
- 魔女っ子大作戦（リーリオ）

2000年
- パンチマニア北斗の拳2 激闘修羅の国編

2001年
- トゥルーラブストーリー3（美坂綾菜）

2002年
- おジャ魔女どれみドッカ〜ン!にじいろパラダイス（玉木麗香、玉木えりか）
- 銃武者羅

2004年
- おジャ魔女あどべんちゃ〜ないしょのまほう（玉木麗香）※PCALL
- 金色のガッシュベル!! うなれ!友情の電撃2（ダリア、ビッグボイン）
- 金色のガッシュベル!! 激闘!最強の魔物達（ダリア）
- 北斗の拳 激打 2 〜タイピング覇王〜（ユリア）※PCALL

2005年
- 金色のガッシュベル!! ゴー!ゴー!魔物ファイト!!（ビッグボイン）
- ふたりはプリキュア Max Heart マジ?マジ!?ファイトde IN じゃない

2006年
- デジモンセイバーズ アナザーミッション（黒崎美樹、児童A）

2007年
- Yes!プリキュア5（秋元こまち / キュアミント）

2011年
- マジカ★マジカ（小森陽菜）

2015年
- ブレイブソード×ブレイズソウル（アガートラーム、クシャトリア、アガートラーム＝スカー）

2017年
- ファイアーエムブレム ヒーローズ（2017年 - 2024年、アメリア、ルーテ）
- プリキュア つながるぱずるん（秋元こまち / キュアミント）

2019年
- アクション対魔忍（津志魔伊吹）

2021年
- ぷよぷよ!!クエスト（キュアミント）

### 吹き替え
- S猟奇連続殺人
- ラグラッツ

### 映画
- 大日本人（ドントタッチミーの声）

### ラジオ
- 永野愛の文化祭実行委員会
- 愛だ光央だ!ビタミンラジオ
- 千恵と愛の夢みるTOY BOX

### ドラマCD
- 海辺でリーチ! 恋の一発ツモ（志藤京香）
- バッカーノ!（レイチェル）
- やさしい竜の殺し方
- おジャ魔女どれみ17 限定版（玉木麗香）
- Re:キューティーハニー 新録CDドラマスペシャル『和』の巻（Re:キューティハニー コンプリートBlu-rayに収録）

### 音楽CD・キャラクターソング
- キューティーハニーF ソングコレクション
  - 明日のDoor 〜The Theme of KISARAGI HONEY〜
- キューティーハニー SONG COLLECTION SPECIAL
- デジモンテイマーズベストテイマーズ (8) 李小春&ロップモン
  - 届きたいな（季小春）
  - ひとつのきもち（李小春・ロップモン〈CV：多田葵〉）
- Yes!プリキュア5 ボーカルアルバム1 〜青春乙女LOVE&DREAM〜
  - メタモルフォーゼ 〜青春乙女LOVE&DREAM〜（ぷりきゅあ5）
  - グリーン・ノート（秋元こまち）
- Yes!プリキュア5 ボーカルアルバム2 〜VOCAL EXPLOSION!〜
  - 信頼（秋元こまち）
  - 1.2.シュート！ 〜Five Explosion〜（夢原のぞみ〈CV：三瓶由布子〉＆ぷりきゅあ5）
  - ハピネス☆Wonder land 〜笑顔のおくりもの〜（歌：宮本佳那子、コーラス：ぷりきゅあ5）
- Yes!プリキュア5GoGo! ボーカルアルバム2 SWITCH ON!〜そして、世界は拡がっていく〜
  - コドモノ時間(秋元こまち〈CV：永野愛〉＆水無月かれん〈CV：前田愛〉）
  - 明日、花咲く。笑顔、咲く。（ぷりきゅあ5plus くるみ〈CV：仙台エリ〉、コーラス：キュア・カルテット）
- プリキュアカラフルコレクション

### その他コンテンツ
- バズ・ライトイヤーのアストロブラスター（アナウンス）

### シリーズ一覧
1. ↑  第1作（1997年 - 1998年）、第2作『R』第1期（2014年）
2. ↑  第1期（1999年 - 2000年）、第2期『おジャ魔女どれみ♯』（2000年 - 2001年）、第3期『も〜っと!おジャ魔女どれみ』（2001年 - 2002年）、第4期『おジャ魔女どれみドッカ〜ン！』（2002年 - 2003年）
3. ↑  第1期（2004年 - 2005年）、第2期『Max Heart』（2005年 - 2006年）
4. ↑  『Yes!プリキュア5』（2007年 - 2008年）、続編『Yes!プリキュア5GoGo!』（2008年 - 2009年）
5. ↑  第1作『デジモンテイマーズ 冒険者たちの戦い』（2001年）、第2作『デジモンテイマーズ 暴走デジモン特急』（2002年）
6. ↑  『映画 Yes!プリキュア5 鏡の国のミラクル大冒険!』（2007年）、『映画 Yes!プリキュア5GoGo! お菓子の国のハッピーバースディ♪』（2008年）[17]、『映画 プリキュアオールスターズDX みんなともだちっ☆奇跡の全員大集合!』（2009年）、『映画 プリキュアオールスターズDX3 未来にとどけ! 世界をつなぐ☆虹色の花』（2011年）、『映画 プリキュアオールスターズNewStage3 永遠のともだち』（2014年）、『映画 HUGっと!プリキュア♡ふたりはプリキュア オールスターズメモリーズ』（2018年）[18]、『映画 ヒーリングっど♥プリキュア ゆめのまちでキュン!っとGoGo!大変身!!』（2021年）[19]
7. ↑  『映画 プリキュアオールスターズDX2 希望の光☆レインボージュエルを守れ!（2010年）